# Инвернесс-Хайлендс-Саут (Флорида)
Инвернесс-Хайлендс-Саут (англ. Inverness Highlands South) — статистически обособленная местность, расположенная в округе Ситрус (штат Флорида, США) с населением в 5781 человек по статистическим данным переписи 2000 года.

## География
По данным Бюро переписи населения США статистически обособленная местность Инвернесс-Хайлендс-Саут имеет общую площадь в 14,5 квадратных километров, водных ресурсов в черте населённого пункта не имеется.

## Демография
По данным переписи населения 2000 года в Инвернесс-Хайлендс-Саут проживало 5781 человек, 1792 семьи, насчитывалось 2557 домашних хозяйств и 2747 жилых домов. Средняя плотность населения составляла около 398,69 человек на один квадратный километр. Расовый состав населённого пункта распределился следующим образом: 95,83 % белых, 1,73 % — чёрных или афроамериканцев, 0,35 % — коренных американцев, 0,69 % — азиатов, 0,02 % — выходцев с тихоокеанских островов, 0,81 % — представителей смешанных рас, 0,57 % — других народностей. Испаноговорящие составили 4,95 % от всех жителей статистически обособленной местности.
Из 2557 домашних хозяйств в 21,4 % воспитывали детей в возрасте до 18 лет, 58,7 % представляли собой совместно проживающие супружеские пары, в 8,5 % семей женщины проживали без мужей, 29,9 % не имели семей. 26,6 % от общего числа семей на момент переписи жили самостоятельно, при этом 17,1 % составили одинокие пожилые люди в возрасте 65 лет и старше. Средний размер домашнего хозяйства составил 2,25 человек, а средний размер семьи — 2,66 человек.
Население статистически обособленной местности по возрастному диапазону по данным переписи 2000 года распределилось следующим образом: 19,1 % — жители младше 18 лет, 4,7 % — между 18 и 24 годами, 21,3 % — от 25 до 44 лет, 21,5 % — от 45 до 64 лет и 33,4 % — в возрасте 65 лет и старше. Средний возраст жителей составил 50 лет. На каждые 100 женщин в Инвернесс-Хайлендс-Саут приходилось 88,4 мужчин, при этом на каждые сто женщин 18 лет и старше приходилось 84,6 мужчин также старше 18 лет.
Средний доход на одно домашнее хозяйство статистически обособленной местности составил 28 289 долларов США, а средний доход на одну семью — 34 647 долларов. При этом мужчины имели средний доход в 27 742 доллара США в год против 23 097 долларов среднегодового дохода у женщин. Доход на душу населения статистически обособленной местности составил 28 289 долларов в год. 6,3 % от всего числа семей в населённом пункте и 9,0 % от всей численности населения находилось на момент переписи населения за чертой бедности, при этом 18,5 % из них были моложе 18 лет и 7,4 % — в возрасте 65 лет и старше.